# Estadio Guillermón Moncada

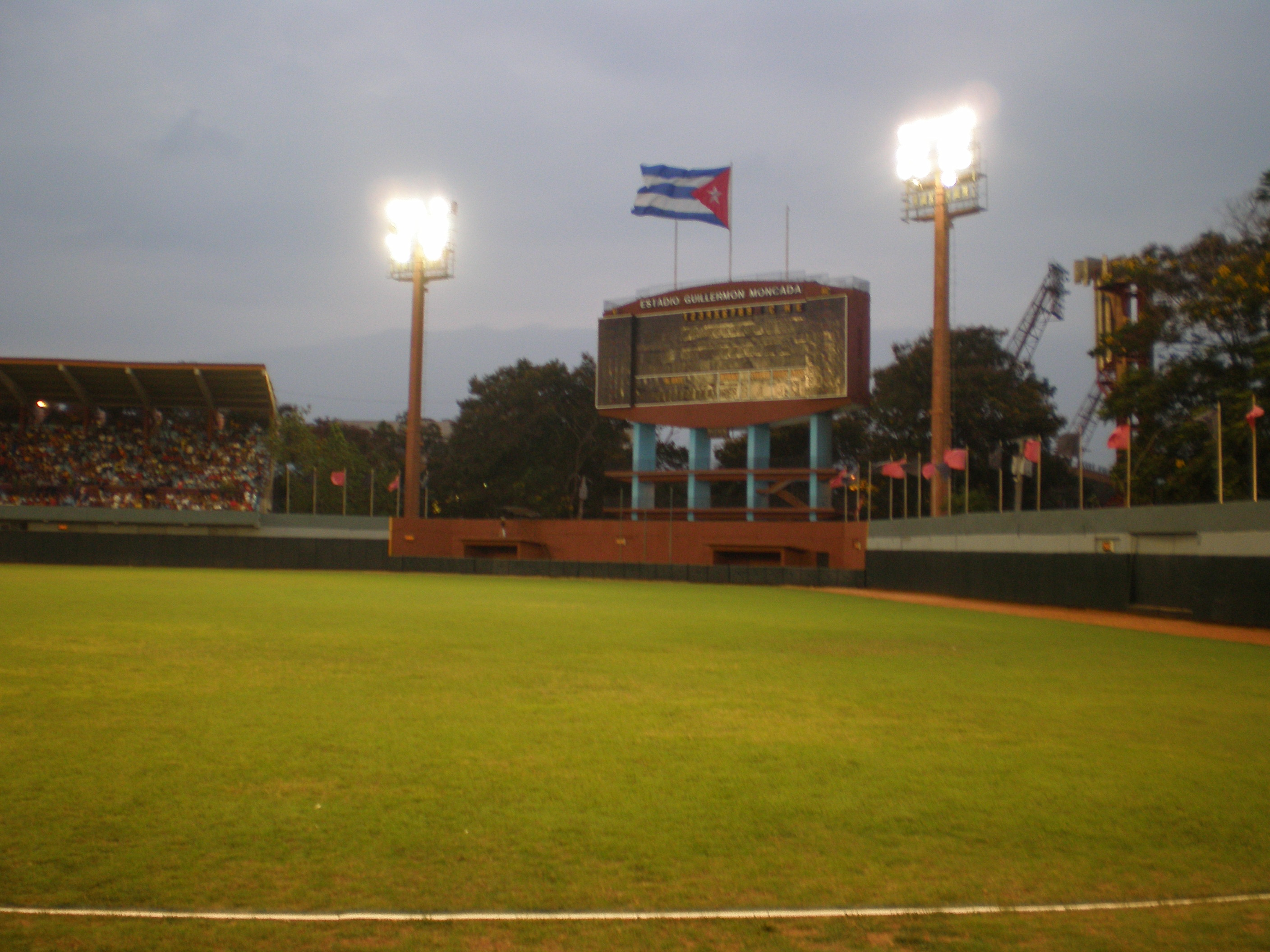
Marcador del Estadio Guillermón Moncada.

El estadio Guillermón Moncada es un estadio multiusos situado en la ciudad de Santiago de Cuba (Cuba). Es el segundo estadio de béisbol más importante del país con capacidad para 25 000 espectadores. El recinto fue inaugurado el 24 de febrero de 1964 y es un proyecto del arquitecto Emilio Castro y es en disputa sus encuentros el equipo de béisbol local.
Fue bautizado en honor al militar Guillermón Moncada que fue uno de los 29 generales que participó en la Guerra de Independencia cubana.
En sus instalaciones además de béisbol se practican otros deportes como softball, fútbol y atletismo y en su interior cuenta con un gimnasio donde se entrena judo y levantamiento de peso
- Datos: Q5400244